# Flagge Afghanistans
Die Flagge Afghanistans wurde in der Vergangenheit – in Abhängigkeit der jeweils an der Macht stehenden Regierung – öfter geändert als die jedes anderen Staates. Hier spiegeln sich die wechselvolle Geschichte und die politischen Veränderungen wider, die das Land seit seiner Gründung erlebte.
Am 17. August 2021, anlässlich der ersten Pressekonferenz der Taliban, erklärten diese die bisherige schwarz-rot-grüne Flagge der Islamischen Republik für nicht mehr gültig – mit der Begründung, es bestehe kein Staatswesen mehr, das diese Flagge führe. Für die Gegner der Taliban hat sie ihre Bedeutung aber nicht verloren.
Die neue Staatsflagge des Islamischen Emirats Afghanistan hat einen weißen Hintergrund und einen schwarzen Schriftzug in Arabisch. Es handelt sich hierbei um die sogenannte Schahada, dem Glaubensbekenntnis im Islam. Die Bedeutung lautet: „Keine Gottheit außer Gott und Muhammad Ist Gesandter Gottes“.
Der Widerstand im Pandschschir-Tal zeigt zudem auch eine Flagge in den Farben der ehemaligen Nordallianz der 1990er-Jahre (in verschiedenen Varianten – mit und ohne Emblem in Gelb).

## Beschreibung der alten Flagge in den traditionellen Farben
Die traditionelle Flagge Afghanistans – und zuletzt der Islamischen Republik, welche sich seit 2021 im Exil befindet – besteht aus drei gleich breiten Streifen in der Reihenfolge schwarz, rot und grün. Um einen Regierungsanspruch zu zeigen, wurde jeweils das Wappen Afghanistans in die Flagge gesetzt; im traditionellen Wappen ist es eine Moschee mit Kanzel und Gebetsnische.

### Herkunft der traditionellen Flaggenfarben schwarz-rot-grün
Die erste schwarz-rot-grüne Flagge ist in der Zeit von König Amanullah Khan (1919–1930) entstanden. In diesem Zeitraum sind verschiedene Loja Dschirgas abgehalten worden, um Reformen in die Wege zu leiten.

Flaggensymbol der deutschen ISAF in Afghanistan von 2001 bis 2014 mit der Aufschrift „Alman“ für „Deutsch(land)“

Zum Vergleich die während wenigen Monaten wehende Flagge von 1928, die von der deutschen inspiriert worden sein soll.

Am 22. Februar 1928 reiste König Amanullah Khan für fünf Tage nach Deutschland und besuchte Berlin und München. Deutschland hatte seit 1919 die afghanische Regierung und Bevölkerung in fast allen Bereichen der Infrastruktur, der Technik, im Bildungswesen finanziell, politisch und kulturell unterstützt. Angeblich soll Amanullah Khan durch Form und Farbgebung der schwarz-rot-goldenen Flagge Deutschlands inspiriert worden sein, denn im selben Jahr wurde erstmals in Afghanistan eine dreifarbige Flagge mit horizontalen Streifen in Schwarz-Rot-Grün eingeführt. Das Staatswappen zierte in weiß das Zentrum.
Da ähnliche Trikoloren auch zwischen 1980 und 1992 verwendet wurden, gab es beim Einsatz der deutschen ISAF ab 2001 Befürchtungen, es könne dadurch zu Missverständnissen kommen. Daher verwendeten deutsche Militärfahrzeuge in Afghanistan ein Flaggenlogo, bei dem auf der deutschen Bundesflagge in weißer Schrift auf Darī „Deutsch(land)“ geschrieben steht.
Wenige Monate nach Einführung der ersten Trikolore wurden die horizontalen Streifen durch vertikale ersetzt. Auch das Wappen änderte sich. Mihrab und Minbar, die von einer Sonne umgeben waren, wurden durch Sonne, Stern und Ähre ersetzt.
König Amanullah Khan verwendete die Trikolore, um Afghanistan als eigenständigen Staat zu legitimieren. Die Sonne als Licht- und Feuersymbol, deutete auf das Erbe des iranisch-baktrischen zoroastrischen Kulturraums hin.
Weshalb die Farben Schwarz, Rot und Grün gewählt wurden und was ihre Bedeutungen damals waren, ist umstritten. Ob die weiter unten genannten Erklärungen damals effektiv zutrafen, ist ungeklärt.

### Erste Version
Der afghanische Historiker Ghulam Muhammad Ghubar ist in seinem Buch Afghanistan im Laufe seiner Geschichte der Meinung, dass die drei Farben der Flagge von Amanullah Khan, die bereits 1928 Schwarz-Rot-Grün verwendete, folgende drei Perioden beziehungsweise Zeitalter der Geschichte auf dem Boden des heutigen Afghanistans symbolisierten:
- Die Flaggen der Durrani-Dynastie, der Sadozai-Dynastie, auch von Amanullah Khan, waren bis 1928 schwarz.
- Mittelalter: Die Farben der Flaggen in Gebieten des heutigen Afghanistan waren zu dieser Zeit überwiegend rot. Als Beispiel nennt der Autor die Farbe der Flaggen des alten Irans, Chorasans und die Flaggen der Ghaznawiden, wie von Mahammud von Ghazna. Tatsächlich sind die Flaggen der Ghaznawiden rot. Ebenso die Flaggen der Kaiser und Könige, auch der afghanischen Dynastien, wie zum Beispiel von Zahir Schah.
- Antike: In dieser Zeit sollen die Farben der Flaggen in Baktrien aufgrund der zoroastrischen Überlieferungen Gelb und wegen Nouruz Grün gewesen sein. Eindeutige Beweise hat Mir Ghubar nicht geliefert.

### Zweite Version
- Schwarz steht für die Souveränität des Landes und wurde von den vorangegangenen Flaggen übernommen.
- Rot steht für Modernität und Fortschritt.
- Grün steht für den Islam.

König Amanullah Khan soll das Rot nach Vorbild der angrenzenden Sowjetunion aufgenommen haben. Eine Erklärung, die logisch erscheint, da das Staatswappen von September 1928 klar in der Gestaltung kommunistische Vorbilder hatte. So findet sich hier auch der kommunistische rote, gelbumrandete Stern.

### Dritte Version
Während der Schlacht von Maiwand im Zweiten Anglo-Afghanischen Krieg um 1880 soll Malalai (die in der westlichen Welt häufig als afghanische Jungfrau von Orléans bezeichnet wird) die schwarze Flagge der Durani-Dynastie wieder erhoben haben, welche in der Hand eines gefallenen Soldaten mit Blut und Staub verfärbt worden war. Andere meinen, dass sie ihr Kopftuch zur Kriegsfahne gemacht habe, mit dem sie zuvor den gefallenen Soldaten verarztete.

### Vierte Version
Nach dem Sturz der Taliban im Herbst 2001 wurde in der Bevölkerung eine vertikal gestreifte schwarz-rot-grüne Flagge (ohne zusätzliche Staatssymbole) gezeigt. Sie folgt der afghanischen Flagge während der Monarchie zwischen 1930 und 1973. Im Winter 2002 wurde durch die damalige Übergangsregierung ein entsprechender Flaggenentwurf mit einem repräsentativen Symbol im mittleren roten Feld angenommen. Hinzugefügt wurde zunächst lediglich Schahada und Takbīr („Allahu akbar“), oberhalb des Wappens, in der Mitte der Flagge.
Am 4. Januar 2004 wurde das Wappen abgeändert und die Flagge entsprechend angepasst: eine aufgehende Sonne mit neun langen und acht kurzen Sonnenstrahlen wurde eingefügt, 1348 durch das Jahr der Unabhängigkeit 1298 (1919 n. Chr.) ersetzt und die Flaggen im Wappen nun dreigeteilt anstatt durchgehend weiß dargestellt. Neben Flaggen mit weißen Wappen sind auch Flaggen mit goldenen Wappen und weiße Wappen mit farbigen Flaggen im Gebrauch. Auch das Verhältnis der Seiten kann variieren.

#### Moderne Erklärungen
Eine moderne Erklärung gibt an:
- Schwarz steht für die dunkle vorislamische Zeit.
- Rot steht für den Kommunismus.
- Grün steht für den Islam.

Ein Vertreter des Ministeriums für Grenzangelegenheiten nannte folgende Erklärung:
- Schwarz steht für das 19. Jahrhundert, in dem Afghanistan besetzt war.
- Rot steht für den Kampf um die Unabhängigkeit.
- Grün steht für gewonnene Unabhängigkeit.

Eine weitere afghanische Quelle variiert bei der Bedeutung der grünen Farbe und erklärt, sie stehe für Frieden, Fruchtbarkeit und Wachstum.

## Flaggenhistorie
Afghanistan blickt auf eine reiche Flaggengeschichte zurück, keine andere Nation änderte in neuerer Zeit so oft das Aussehen ihrer Nationalflagge.
Hinweise zu dieser Liste:
- Zur Geschichte der afghanischen Flagge gibt es eine Vielzahl an Publikationen, die z. T. erheblich voneinander abweichende Angaben machen. Diese Liste versucht, alle bekannten Flaggen unterzubringen und Widersprüche möglichst zu vermeiden.
- Die Angaben zu Details wie Farbnuancen, Seitenverhältnisse, Größe und Positionen des Wappens weichen ebenfalls voneinander ab.
- Die Datumsangaben bezeichnen lediglich den Tag, an dem die Regierung die Verwendung einer neuen Flagge bekannt gab; die tatsächliche Verwendung der neuen Flagge kann, je nach Region, erst sehr viel später erfolgt sein.
- Insbesondere während der Wirren des Bürgerkriegs ab den 1990er-Jahren tauchen zahlreiche, mehr oder weniger unterschiedliche Varianten der Nationalflagge auf.

| Flaggen Afghanistans | Flaggen Afghanistans | Flaggen Afghanistans | Flaggen Afghanistans                                                                              | Flaggen Afghanistans |
| #                    | Flagge               | Seiten- verhältnis   | Zeitraum                                                                                          | Beschreibung |
| -------------------- | -------------------- | -------------------- | ------------------------------------------------------------------------------------------------- | --- |
| 1                    |                      | 2:3                  | 1880 bis 1901                                                                                     | Flagge unter Abdur Rahman Khan. |
| 2                    |                      | 3:5                  | 1901 bis 13. April 1919                                                                           | Flagge aus der Zeit von Habibullah Khan, mit seinem Herrschaftssiegel. |
| 3                    |                      | 2:3                  | 13. April 1919 bis 1921                                                                           | Neues Herrschaftsiegel von Amanullah Khan (Oktogon). |
| 4                    |                      | 2:3                  | 1921 bis 10. Juni 1926                                                                            | Wappen des Emirat Afghanistan als Oval. |
| 5                    |                      | 2:3                  | 10. Juni 1926 bis 1. Juli 1928                                                                    | Amanullah Khan ändert seinen Titel von Emir zu Schah, in der Folge ändert sich auch das Wappen. |
| 6                    |                      | 9:16                 | 1. Juli 1928 bis 2. September 1928                                                                | Neue, angeblich von der deutschen Flagge inspirierte modernere Flagge des Königreich Afghanistan nach der Rückkehr Amanullah Khans von seiner Europareise. |
| 7                    |                      | 2:3                  | September 1928 bis 14. Januar 1929                                                                | Schwarz für die Vergangenheit, Rot für das im Unabhängigkeitskampf vergossene Blut, Grün für die Zukunft. |
| 8                    |                      | 2:3                  | 14. Januar 1929 bis 17. Januar 1929                                                               | Dreitägige Herrschaft von Inayatullah Khan, während dieser Zeit wurde vermutlich wieder die erste Flagge von Amanullah Khan verwendet. |
| 9                    |                      | 2:3                  | 17. Januar 1929 bis 15. Oktober 1929                                                              | Regentschaft von Habibullah Kalakâni, Farben wurden bereits im 13. Jahrhundert während der Herrschaft der Mongolen verwendet. |
| 10                   |                      | 2:3                  | 15. Oktober 1929 bis 31. Oktober 1931                                                             | Kombination der Flagge vom September 1928 mit dem alten Staatswappen. |
| 11                   |                      | 2:3                  | 31. Oktober 1931 bis 17. Juli 1973                                                                | Flagge wie bisher, verändertes Wappen mit einer Moschee, umgeben von einem Ährenkranz. Der Legende nach wurde der Gründer des modernen Afghanistan, Ahmad Schah Durrani, mit einem Weizenkranz gekrönt. Jahreszahl „1348“ im islamischen Sonnenkalender (1929 im Gregorianischen Kalender), dem Jahr der Krönung Mohammed Nadir Schahs. |
| 12                   |                      | 2:3                  | 17. Juli 1973 bis 9. Mai 1974                                                                     | Dieselbe Flagge wie die Vorgängerin, aber ohne Jahreszahl im Wappen. |
| 13                   |                      | 2:3                  | 9. Mai 1974 bis 27. April 1978                                                                    | Wappen mit einem stilisierten Adler mit Darstellung einer kleinen Moschee, umgeben von einem Weizenkranz, darüber eine aufgehende Sonne als Symbol der neuen Republik. Aufschrift auf dem Spruchband Da Afghanistan Jamhuriyat (paschtunisch د افغانستان جمهوريت für „die Republik Afghanistan“) und dem Datum 26. Changash 1352 im islamischen Sonnenkalender, dem Gründungstag der Republik (17. Juli 1973). Schwarz steht für die Vergangenheit, Rot für den Unabhängigkeitskampf und die Revolution, Grün für die Landwirtschaft.                                                                                         |
| 14                   |                      | 2:3                  | 21. April 1978 bis 19. Oktober 1978                                                               | Sturz von Mohammed Daoud Khan, Wappen aus der Flagge entfernt. Eine ähnliche Flagge wurde von der Junbish-i-Milli-Partei verwendet, die von 1992 bis 1998 das autonome Nordland Afghanistan kontrollierte. |
| 15                   |                      | 1:2                  | 19. Oktober 1978 bis 21. April 1980                                                               | Rot ist die Farbe des Kommunismus und symbolisiert den Kampf gegen Imperialismus, Feudalismus und andere Formen der Unterdrückung. Das paschtunische Wort in der Mitte des Wappens bedeutet „die Massen“, der fünfzackige Stern steht für die fünf Nationalitäten des Landes. Die Inschrift auf dem Spruchband lautet „Saurrevolution 1357“ (April-Revolution 1978). Der Weizenkranz steht für die landwirtschaftliche Arbeit der Mehrheit der Bevölkerung und erinnert an die Überlieferung, nach der der erste arische Yama und der erste afghanische König, Achmad Schah mit Weizen gekrönt worden sei.                    |
| 16                   |                      | 1:2                  | 21. April 1980 bis 30. November 1987                                                              | Wiederherstellung der traditionellen Farben in der neu etablierten Demokratischen Republik Afghanistan: Schwarz für die alten afghanischen Flaggen, Rot für das Blut der Helden, Grün für den Islam, den Reichtum des Landes und den Sieg über den Imperialismus. |
| 17                   |                      | 1:2                  | 30. November 1987 bis 27. April 1992                                                              | Gleiche Flagge wie bisher, neues Wappen ohne Buch und den roten Stern. Schwarz bezieht sich auf die Farbe des Abbasidenkalifats und Abū Muslims, Rot auf die Flagge Mahmud von Ghaznis, Grün für den Islam, die Fruchtbarkeit des Landes und die Glücklichkeit seiner Bewohner. |
| 18                   |                      | 1:2                  | 28. April 1992 bis 2. Dezember 1992                                                               | Grün-Weiß-Schwarz waagrecht mit arabischer Inschrift im grünen und weißen Feld („Allahu Akbar“ (oben) und der Schahāda (Mitte)). Es existieren zahlreiche, mehr oder weniger verschiedene Varianten dieser Flagge. |
| 19                   |                      | 1:2                  | 2. Dezember 1992 bis 27. September 1996                                                           | Bei der (international anerkannten), später als Nordallianz bekannten Regierung blieb die Flagge bis 2001 in Gebrauch. Auch von dieser Flagge gibt es zahlreiche Varianten. |
| 20                   |                      | 2:3                  | 27. September 1996 bis 27. Oktober 1997                                                           | Flagge der Taliban, nach der Eroberung Kabuls die faktische Nationalflagge. |
| 21                   |                      | 1:2                  | 27. Oktober 1997 bis 13. November 2001                                                            | Flagge des Islamischen Emirats Afghanistan, die Talibanregierung wurde von drei Staaten anerkannt. Die meisten Publikationen zeigten daher weiterhin die Flagge von 1992. |
| 22                   |                      | 1:2                  | 13. November 2001 bis 27. Januar 2002                                                             | Wurde bei der Regierung Rabbani während der Petersberg-Konferenz verwendet. Mehrere Varianten von Flaggen der vergangenen drei Jahrzehnte waren je nach Kriegsfraktion in Gebrauch, vor allem die Flaggen seit 1992. |
| 23                   |                      | 1:2                  | 27. Januar 2002 bis 4. Januar 2004                                                                | Varianten mit goldenem oder ohne Wappen wurden ebenfalls verwendet. |
| 24                   |                      | 2:3                  | 4. Januar 2004 bis 19. August 2013                                                                | Wappen abgeändert, weiterhin kommen auch Flaggen mit goldenem, grauen oder auch ohne Wappen vor. |
| 25                   |                      | 2:3                  | seit 19. August 2013 am 17. August 2021 durch die Taliban einseitig für nicht mehr gültig erklärt | Enthält das geänderte nationale Emblem mit einem größeren Band, das sich in den schwarzen und grünen Balken überschneidet, anstatt vollständig im roten Balken enthalten zu sein. Repräsentiert nach wie vor die international anerkannte Islamische Republik Afghanistan, auch wenn nach der Machtübernahme durch die Taliban an deren erster Pressekonferenz am 17. August 2021 für nicht mehr gültig erklärt – mit der Begründung, dass kein Staatswesen mehr existiere, für das diese Flagge stehe; nur die Taliban-Flagge sei für die Regierung (unter den Taliban – und somit für Afghanistan als Staat) repräsentativ. |
| 26                   |                      | 1:2                  | Taliban-Regierung seit 15. August 2021                                                            | Flagge des Islamischen Emirats Afghanistan, nach der Rückeroberung Kabuls am 15. August 2021 durch die Taliban als alleinig gültig erklärt. International genauso wenig anerkannt wie die Taliban-Regierung selbst. |